# Ampheia
Ampheia (Oudgrieks: ἡ Ἄμφεια / hē Ámpheia) was een grensstad (polis) in Messenië, aan de Amphitus.
De stad werd bekend wegens de roof van Laconische meisjes door Messenische jongelingen bij de nabijgelegen tempel van Artemis Limnatis. De Spartaanse koning Teleclus werd gedood tijdens een schermutseling met de Messeniërs bij de tempel van Artemis Limnatis: De Spartanen beweerden dat verschillende Messeniërs Spartaanse meisjes hadden lastiggevallen, die nadien zelfmoord hadden gepleegd. De Messeniërs beschuldigden de Spartanen ervan dat ze een laffe overval hadden georganiseerd. Spartaanse soldaten, verkleed als vrouwen, zouden verschillende Messenische soldaten hebben vermoord. Teleclus ontkende dit echter. Zijn dood was een van de oorzaken voor de Eerste Messenische Oorlog.

## Referentie
- art. Amphea, in F. Lübker - trad. ed. J.D. Van Hoëvell, Classisch Woordenboek van Kunsten en Wetenschappen, Rotterdam, 1857, p. 57.